# ルーカス・マンゴーペ
ルーカス・マンヤネ・マンゴーペ（Lucas Manyane Mangope、1923年12月27日 - 2018年1月18日）は、南アフリカ共和国の政治家。同国北西部にかつて存在したバントゥースタン・ボプタツワナの大統領を務めた後、統一キリスト教民主党を結党した。

## 生涯
1923年にイギリスの自治領だった南アフリカ連邦のモツウェディ（Motswedi）に生まれ、父ルーカスから族長の座を引き継ぐ1959年8月8日まで高校の教師として勤務した。1961年にはボプタツワナ議会副議長、1971年5月1日、ボプタツワナ議会の主席となり、1972年10月4日の自治区としての初選挙後に自治区首相となるまでその地位にあった。当初、ボプタツワナ国民党の指導者であったが、1974年内紛を理由に離脱し、後に与党となるボプタツワナ民主党を結成、1975年には首相となった。
1977年12月6日、大統領に就任。憲兵の反乱により1988年2月10日にその地位を追われるが、南アフリカ防衛軍の介入によって同日中に大統領に復した。この介入は、独立国の正統な政府からの要請に基づく支援であると発表された。
軍・警察を抗議活動の鎮圧に用い、警察の暴力的行為による鎮圧の責任を問われ告発されている。一方支持者からは、他のバントゥースタンと比較すれば鉱物資源に恵まれ、社会的・経済的に成長をもたらしたと評価されている 。
1993年、翌年に全人種に選挙権を与えた南アフリカ共和国初の選挙が行われることが決まった。これに対し、南アフリカ共和国への統合を拒み、独立国としての地位確立を目指して選挙の実施を拒否する立場を取った。しかし、大勢は南アフリカ共和国への再統合と選挙の実施を希望しており、ボプタツワナ軍が命令に従わない状況が生じた。アパルトヘイト廃止に反対していた白人至上主義組織、アフリカーナー抵抗運動の支援を受けて事態の解決を図ったが失敗し、逃亡する結果に終わった。ボプタツワナは、他のバントゥースタンと同様に、南アフリカ共和国へ編入された。
1994年の選挙後も政界に留まり、北西州を拠点として統一キリスト教民主党を結党した。1998年には在任中の汚職により、有罪判決を受けている。
その後、統一キリスト教民主党での勢力争いにより党代表の地位を追われたが、影響力回復のための争いを続けた。2018年1月18日、モツウェディの自宅にて94歳で死去。